# Ес-Салт
Ес-Салт (араб. السلط) — місто на північному заході Йорданії, адміністративний центр провінції Ель-Балка. 3 2021 року входить до переліку Світової спадщини ЮНЕСКО.

## Географія
Ес-Салт розташований за 29 кілометрів на північний захід від центру Аммана. Місто розташовується на височині Ель-Балка, неподалік від Йорданської долини.

## Відомі уродженці
- Сулейман Набулсі — прем'єр-міністр Йорданії у 1956—1957 роках.
- Наїф Хаватме — палестинський і йорданський радикальний політичний діяч.